# 蘇澳服務區
蘇澳服務區是台灣一座國道服務區，位於宜蘭縣蘇澳鎮，經由蔣渭水高速公路（國道五號）蘇澳交流道聯絡道進入，是宜蘭縣唯一的國道服務區。於2020年1月6日臺9線蘇花改全線通車後，成為國道5號往來新、舊蘇花公路間的唯一服務區。另計畫將建2支閘道經由蘇澳交流道接上國道五號延伸聯絡道通往台9線蘇花改永樂高架橋路段。

## 簡介
蘇澳服務區分三期工程施作，第一期工程為進出及環場道路、污水處理設施、停車場及公共廁所等設施，為因應台9線蘇花改蘇澳至東澳段通車，先完成第一期興建工程，已於2018年2月1日啟用。二期為旅客服務中心主體大樓並完成全部停車場，係因應台9線蘇花改全線通車，第二期工程於2019年12月30日啟用開幕；第三期的加油站及風雨走廊等非必要之服務設施則於2021年6月8日啟用。
服務區於2019年12月30日正式開幕，有海洋風主題多樣設施，如結合VIP多功能與性別平等的公共廁所、五星級哺乳室、親子閱讀遊憩區、頂樓觀景平台、駕駛人休息室、衛浴設備及美食商場等，大船建築的外觀，呈現「大船駛入蘇澳港」意象，象徵一艘滿載漁獲船隻準備入港，並以宜蘭地景稻浪、宜蘭外海鯖魚、鯨魚及無尾港候鳥為設計元素。為融合在地特色，打造海洋風主題的美食商場，主打悠閒的休息空間、親子同樂、友善環境、優質服務。
服務區一樓設有全家便利商店、熱熟食商店、輕食商店與伴手禮商店，首次導入東部特色商家，如南方澳富美活海鮮、宜蘭諾貝爾奶凍、宜蘭傳藝的登義漢方、羅東夜市義豐蔥油派、宜蘭燒米粉、曾記麻糬等，匯集宜蘭花蓮美食。
服務區二樓展出「國道‧綠廊道－從齊柏林看見國道建設」攝影展，展出國道5號興建時的珍貴照片，詳實記錄施工及完工的影像，完整呈現國道建設進化的樣貌，以及雪隧施工的艱難過程，藉由齊柏林導演從空中鳥瞰的視野，帶領民眾進入歷史的時空隧道。
2020年9月23日適逢高速公路局成立50周年，藉由公共藝術計劃於國道5號蘇澳服務區打造公共藝術作品《流動的光河》，是藝術家楊尊智及其團隊共同創作，以雪隧空間的真實比例呈現，高度自明性的作品造型，作為蘇澳服務區之重要指標入口意象，成為新宜蘭景點。
蘇澳服務區為提供更多元的行旅服務，加油站工程於2019年7月開工，10月竣工及取得使用執照後，2021年6月8日正式啟用營運。

## 設施

### VIP多功能廁所
為引領公共場站提升公共服務品質，交通部高公局首度在蘇澳服務區打造兩間全台首座的VIP婦幼親善廁間，廁所內配有免治馬桶座、尿布檯、置物檯、洗手台、烘手機、全身鏡，並設置寶寶座椅。
另有更衣板之特殊設計，讓女性們更衣不用赤腳落地，並特別將廁所門之尺寸加大，以方便攜帶嬰兒車之婦女進入使用。
此外，梳妝區透過大理石牆面及燈光照明之設計搭配，提供如廁同時梳妝的舒適空間。

### 駕駛人休息室
為了駕駛人得到充分休息以降低疲勞，服務區設有『駕駛人休息室』，提供2台頭等艙等級按摩椅與2台沙發躺椅供駕駛人使用，每人每次可以使用2小時。

### 親子閱讀休憩區
由插畫家孫蕙琪設計的海洋彩繪風的親子閱讀休憩區，繪本風的裝潢使得這個角落洋溢著可愛童趣的氛圍，其中設有漂書站、投幣式按摩椅，孩子有地方玩耍，亦可靜下心來閱讀，提供孩子放電，同時爸爸媽媽吃飯與放鬆的舒適空間。
漂書則是以自由、分享、閱讀為三大核心價值，使更多書籍在台灣及世界各地漂流，分享給更多人能繼續閱讀。

### 加油/充電站
服務區設有台灣中油的加油站。
2023年9月啟用電動車充電站，支援CCS1與CCS2充電插頭。

## 周邊
- 國道警察局第九公路警察大隊頭城分隊（蘇澳小隊）
- 公路局蘇花公路改善工程處
- 新城溪
- 台鐵蘇澳新站、新馬車站
- 龍德工業區

## 外部連結
- 交通部高速公路局北區養護工程分局蘇澳服務區
- 國道5號 蘇澳服務區 即時影像 - 高速公路資訊網
- 蘇澳服務區-全家商場的Facebook專頁